# Timothy Otis Howe
Timothy Otis Howe (Livermore, 24 febbraio 1816 – Washington, 25 marzo 1883) è stato un politico statunitense.

## Biografia
Fu il trentesimo direttore generale delle poste degli Stati Uniti sotto il presidente degli Stati Uniti Chester A. Arthur (ventunesimo presidente).
Nato nello stato del Maine, i suoi genitori furono Timothy Howe e Betsey Howard. Studiò a quello che poi venne chiamato Kents Hill School, nella città di Readfield, e continuò specializzandosi in legge diventando avvocato. Sposò Linda Ann Haines da cui ebbe due figli, Mary E. Howe e Frank K. Howe.
Alla sua morte (aveva 67 anni) il corpo venne seppellito al Woodlawn Cemetery